# The Official Album of the 2002 FIFA World Cup
The Official Album of the 2002 FIFA World Cup är ett samlingsalbum med blandade artister som utkom 2002 och var det officiella soundtrackalbumet till Världsmästerskapet i fotboll 2002 i Japan och Sydkorea.

## Låtlista
1. Boom - Anastacia
2. We're On The Ball - Ant & Dec
3. Live For Love United - Pascal Obispo
4. Something Going On, (Crack It) - Bomfunk MC's
5. Let's Get Loud - Jennifer Lopez
6. Sunrise - Safri Duo
7. World at Your Feet - Lara Fabian
8. Let It Out - A1
9. Party, The - Nelly Furtado
10. True East Side - G.O.D. (The)
11. We Will Be Heroes - Die Toten Hosen
12. Anthem - Vangelis
13. Fever - Elisa
14. Bringing the World Back Home - OV7
15. BLZ - Mondo Grosso
16. Work of Heaven - Padi
17. Shake the House - Monica Naranjo
18. One Fine Day - OperaBabes
19. Brave, Strong And True - Bongo Maffin
20. Gol - Communion
21. Official Anthem of the 2002 FIFA World Cup - Vangelis